# フタツザオチョウチンアンコウ科
フタツザオチョウチンアンコウ科（学名：Diceratiidae）は、アンコウ目に所属する魚類の分類群の一つ。2属7種が分類され、大西洋、インド洋、西太平洋の深海に生息する。第二の発光器を持つことで、他の深海アンコウ類と区別される。雄は1983年まで記載されていなかった。

## 分類と名称
1932年にイギリスの魚類学者であるチャールズ・テート・リーガンとエスリン・トレワヴァスによって初めて科として提唱された。この科の基準属である Diceratias は、1887年にドイツ生まれのイギリスの魚類学者アルベルト・ギュンターによってビワアンコウ属の亜属として提唱され、そのタイプ種は Caratias bispinosus であり、ギュンターは1872-1876年のチャレンジャー号遠征でバンダ諸島沖の水深660 mで採集した個体をもとに記載した。学名はフタツザオチョウチンアンコウ属の学名である Diceratias に由来し、ビワアンコウ属の属名である Ceratias に「2」を意味する接頭辞 di が付けられている。頭部の発光器が2本ある、ビワアンコウ属の亜属であると考えられていたためである。

## 下位分類
- イナホツノアンコウ属 Bufoceratias Whitley 1931
  - Bufoceratias microcephalus H. C. Ho, Kawai & Amaoka, 2016
  - シャオクロツノアンコウ Bufoceratias shaoi Pietsch, Ho & Chen, 2004
  - イナホツノアンコウ Bufoceratias thele (Uwate, 1979)
  - クロツノアンコウ Bufoceratias wedli (Pietschmann), 1926
- フタツザオチョウチンアンコウ属 Diceratias Günther, 1887
  - トゲトゲチョウチンアンコウ Diceratias bispinosus (Günther, 1887) (Two-rod anglerfish)
  - フタツザオチョウチンアンコウ Diceratias pileatus Uwate, 1979
  - サンヨウチョウチンアンコウ Diceratias trilobus Balushkin & Fedorov, 1986

## 形態
性的二形があり、雌は先端に発光器を持つ棍棒状の鰭棘を持つことで、他のチョウチンアンコウ類の雌と区別できる。眼の後ろまで届く大きな口、上顎骨のすぐ先まで届く下顎結合部のよく発達した棘、鋤骨歯、皮膚の棘が特徴で、背鰭には5 - 7棘、臀鰭には4棘があり、小さな骨盤骨が腹板に繋がる。背鰭第2棘は第1棘の基部(誘引突起)のすぐ後方にあり、全長が1.3 cmを超える個体では、皮膚の下の小さな穴にしまうことができる。全長10.1 cmのシャオクロツノアンコウから、全長25cmのクロツノアンコウまで、大きさは様々である。雄は皮膚に棘があり、吻部に2本の歯があり、下顎には4本または5本の独立した歯が2列に並ぶ。雄の目と鼻孔は横を向いている。

## 分布と生態
大西洋、太平洋、インド洋の熱帯から亜熱帯海域に分布し、大陸棚と大陸斜面に生息する。水深0 - 2,306 mで記録されている。雄は矮雄とならず、自由に遊泳生活を行うと考えられている。